# ロックマンゼロ2
『ロックマンゼロ2』（ROCKMAN ZERO2）は、2003年5月2日にカプコンから発売されたゲームボーイアドバンス専用のアクションゲームである。2015年1月7日より、Wii Uバーチャルコンソールにて配信開始。

## 概要
ロックマンゼロシリーズ二作目。
前作の特徴的だったシステムが元来のシリーズのものに沿うように大幅に改善されている一方で、「妖精戦争」や「ダークエルフ」等といったゼロシリーズ独自の設定が数多く登場し、Xシリーズとの差別化がより明確となっている。
特定の条件を満たすと、おまけとして、ゲーム中のイベント中に表示された一枚絵をギャラリーとして鑑賞できるようになる。

## システムの変更点
- フォームチェンジシステムが導入された。
- ゼロのレベルが高いときにボスが使うEX技を使用できるEXスキルが導入された。
- ゲームオーバーとミッション失敗の方式が逆になった。前作ではミスをしても残機が残っていればゲームオーバーであり、残機がなくなればミッション失敗であった。
- ゲームオーバー時の画面でステージの最初からやり直すことが可能となった。
- 前作ではエスケープユニットはミッションを途中でリタイアするためのものであったが、今作以降では一度クリアしたステージから抜け出すものとなった。
- コードネームは前作では1単語のみであったが、ミッション中一番使用した武器や行動をより具体的に表す（間に「の」を挟む）3単語で主に表示されるようになった（例：「ケンゴウ（剣豪）」が無くなり、「ケンシ（剣士）」「ケンキャク（剣客）」「「ケンセイ（剣聖）」の三種になった）。
- サイバーエルフを入手した際、そのサイバーエルフの名前が表示されるようになった。

## ストーリー
前作でネオ・アルカディアの統治者であるコピーエックスを倒したゼロは、シエル達を逃がすために自ら囮となり、シエル達はその期を逃さず、ネオ・アルカディアの力が及ばない地へ移動した。
それから一年後。シエル達は新たにレジスタンスに加わったエルピス達の協力で、新たなレジスタンスベースを建造するに至っていた。しかしゼロに対するネオ・アルカディアの追及は止む事が無く、ゼロは一人戦い続けていた。そんな時、武力行使を推し進めた新レジスタンスベースの司令官エルピスは「正義の一撃作戦」と称した乾坤一擲のネオ・アルカディア総攻撃を試みるものの、四天王達の反撃に遭い無残な結果に終った。その失敗が引き金となり、エルピスは、かつて世界を滅ぼしかけたと言われる強大な力「ダークエルフ」に魅せられ暴走を始める。

## 登場キャラクター
一部のキャラクターの詳細に関しては、ロックマンゼロシリーズ参照。

### メインキャラクター
ゼロ（Zero）
声 - 風間勇刀
本作の主人公。前作でコピーエックスを倒した後、シエル達を逃がす囮となって一年もの間、ネオ・アルカディアの追手と一人戦い続けていた。
シエル（Ciel）
声 - 田中理恵
ネオ・アルカディアで科学者をしていた人間の少女。15歳。レジスタンスの指揮はエルピスに任せ、現在はエネルギーシステム「システマ・シエル」を製作し、科学の力で争いを終わらせようと研究に励んでいる。
エックス（X）
前作のエンディングで姿を現した「謎のサイバーエルフ」の正体かつコピーエックスのオリジナルで、かつてゼロと共に活躍した伝説の英雄。本作ではサイバーエルフとなった理由が明らかになる。
エルピス（Elpis）
声 - 柏倉つとむ（現：カシワクラツトム）
元・ネオアルカディアの都市管理局員レプリロイド（形式番号はTK31）で、シエルのレジスタンスとは別のレジスタンスで活動していたが、シエルのレジスタンスと合流後は研究で忙しいシエルの代わりにレジスタンスの司令官になった。
シエルに対し好意を抱いているようで、ゼロの存在をあまり快く思っておらず、嫉妬ともとれる感情を抱いているようである。

### サブキャラクター

#### レジスタンス
セルヴォ（Cerveau）
レジスタンスの技術者。新たな武器、チェーンロッドを開発した。
アルエット（Alouette）
少女型レプリロイド。シエルに作ってもらった人形を常に抱いている。
アンドリュー（Andrew）
レジスタンスに同行する老人型レプリロイド。話をする事が好き。
ドワ（Doigt）
セルヴォとともに新しい武器の開発に当たっている。
ルージュ（Rouge）
声 - 今井由香
茶髪で、赤いヘアバンドを付けた長い髪の女性型オペレーター。目をバイザーで伏せている。
ジョーヌ（Jaune）
声 - 緒方恵美
金髪で短い髪の女性型オペレーター。ルージュと同様、目をバイザーで伏せている。
イロンデル（Hirondelle）
情報通でゼロにあらゆる情報を教える。
イブー（Hibou）
燃費の悪い太ったレプリロイド。
ロシニョル（Rocinolle）
傷ついたレプリロイドの面倒を見る看護士レプリロイド。
メナート（Menart）
少年型レプリロイドで、レジスタンスのサボり人。
ピック（Pic）
メナートと同じく仕事をサボって皮肉ばかり言っている。
ペロケ（Perroquiet）
眼鏡がトレードマークの学者風のレプリロイド。
オトリッシュ（Autruche）
背が高く、無理に荷物運びをされているレプリロイド。
イソス（Isos）
エルピスの命令で正義の一撃作戦を遂行する。
パソス（Pathos）
イソスと同行し、エルピスの命令で正義の一撃作戦を遂行する。

#### 四天王
一応四天王となっているが、そのうち一人であるファントムは前作で戦死しているため、登場するのは三人だけとなっている。斜体は異名。本作では、2回目の戦闘で、「アームドフェノメノン（Armed Phenomenon）」と呼ばれる戦闘特化形態に変身する。
翠緑の斬撃 賢将ハルピュイア（Harpuia）
声 - 緒方恵美
四天王の1人で、「烈空軍団」を率いる。コピーエックス亡き後、今のネオ・アルカディアの在り方に疑問を抱きつつも人間を守るため、ネオ・アルカディアの指揮代行を務める。2回目の戦いでは飛行機のような姿に変形する。
紅蓮の豪腕 闘将ファーブニル（Fefnir）
声 - 中井和哉
四天王の1人で、「塵炎軍団」を率いる。任務そっちのけで、ゼロとの戦いに執念を燃やしている。2回目の戦いでは戦車のような姿に変形する。
蒼海の海神 妖将レヴィアタン（Leviathan）
声 - 今井由香
四天王の1人で、「冥海軍団」を率いる。前作でゼロに負けて以来、彼と戦う事に楽しみを見出しつつある。2回目の戦いでは魚雷のような姿に変形する。

#### サイバーエルフ
ダークエルフ（Dark Elf）
妖精戦争末期に使用されたサイバーエルフ。2つに分割され、1つはネオ・アルカディアのある場所でエックスのオリジナルボディに封印されていた。
ベビーエルフ（Baby Elf）
シエルのラボにいる小さなサイバーエルフ。システマシエル開発の鍵として、シエルが熱心に研究をしている。アルエットによって「クリエ」（創造“Creer”）「プリエ」（祈り“Prier”）と名づけられた。
クリエはエルピスが所持していたもの、プリエはデュシスの森でゼロが回収したものである。

### ボスキャラクター

#### ミュートスレプリロイド
斜体は異名。ボスラッシュの時は、エルピスに操られた状態で登場。
雷霆の黒豹 パンター・フラクロス（Panter Flauclaws）
声 - 不明
黒豹（フラウロス）型。烈空軍団所属で、ハルピュイアの配下。ネオ・アルカディアへと物資を運ぶ列車の警護に当たっている。烈空軍団には珍しく、ヤクザ口調。素早い動きと腕部の電磁クローから発する1億ボルトの電流が武器。雷のエレメントチップを持つ。
幻惑の炎帝 フェニック・マグマニオン（Phoenick Magmanion）
声 - 不明
フェニックス型。ファントム率いる元斬影軍団所属。前作でファントムが死亡したので、現在はファーブニルの配下。ネオ・アルカディアの兵器工場に通じる動力炉を管理し、獄炎と熱の蜃気楼を利用した幻術（ホログラム）を操り侵入者を駆逐する。炎のエレメントチップを持つ。
氷刃の熊将 ポーラー・カムベアス（Poler Kambears）
声 - 不明
北極熊型。冥海軍団所属。レヴィアタンの配下で、南極のコンピューター施設の警護をしている。「おばえか」「こんだこと（こんなこと）」のように濁った口調で話す。 ミュートスレプリロイドの中でも抜群の怪力を持つ。氷のエレメントチップを持つ。
幽林の忍蛇 ヒューレッグ・ウロボックル（Hyleg Ourobockle）
声 - 無し
コブラ型、ウロボロスになぞられている。元斬影軍団所属。デュシスの森での警護に当たっており、アルトロイドという蛇型のメカニロイドを操る。
狭撃の風神 クワガスト・アンカトゥス（Kuwagust Ankatos）
声 - 無し
クワガタムシ型。烈空軍団所属でハルピュイアの配下。レジスタンスベースへ向かう特殊爆撃機・戦闘機群の指揮を執る。ヘラクリウス・アンカトゥスの弟で、兄の仇を討つべくゼロに復讐の牙を向ける。ヘラクリウスと同様にアンカーとなった4本の腕を持ち、大アゴをプロペラにして竜巻を起こす。ボスラッシュでは兄のヘラクリウスと共に戦いを挑んでくる。
樹陰の門番 バーブル・ヘケロット（Burble Hekelot）
声 - 不明
蛙（ヘケト）型。元斬影軍団所属。ハルピュイアの命によりノトスの森を守護する。敵からエネルギーを吸収、又は小型メカニロイドを捕食するとパワーアップする。蛇と蛙の宿命か、ウロボックルとの仲はとても良いとは言えない。
ライトニングビートル ヘラクリウス・アンカトゥス（Heracleous・Ankatos）
ボスラッシュのみ登場。彼もエルピスに操られ、弟のクワガストと同時に攻撃を仕掛けてくる。

#### 大型メカニロイド
熱砂の毒蠍 メガ・スコルピア（Mega Scorpia）
大型メカニロイド（蠍型）。ゼロ追跡軍の切り札として用意されたが、センサーが壊れているため、敵と味方の判別が出来ない（戦闘前にパンテオンを破壊したのはその為である）。オープニングステージのボスで尾部の一撃は大地に容易く穴を開けられる。頭部が弱点だが、巨大なハサミによって守られている（ハサミは一定のダメージを与えると壊れる）。
偶然ではあるが、ロックマンX7のオープニングステージには、「メガ・スコルピオ」というサソリ型メカニロイドがボスとして登場する。
虚空の橋の悪夢 レインボーデビルMK2（Rainbow Devil MK2）
前作にも登場したレインボーデビルの改良版。ネオ・アルカディア神殿エリア前に配置される。ゲル状ボディを硬化させる能力が新たに加わった。

## 武器
武器には「スキル」と呼ばれる成長要素が存在する。スキルはそれぞれの武器で敵を倒していくことでレベルが上昇し、その都度新たなアクションが可能になる。スキルレベルは装備切り替え画面に表示される★の数で確認できる。
ゼットセイバー、バスターショット、シールドブーメランに関しては主要武器を参照。
チェーンロッド
前作のトリプルロッドに代わり、本作で新たにセルヴォによって製作された武器。柄が伸縮するビーム状の鎖で構成された槍状の武器で、先端の刃は敵や地形、障害物に突き刺さる性質を持ち、それを利用して敵や障害物を自分側に引き寄せたり、天井にぶら下がるといったアクションが可能。チャージ攻撃はトリプルロッドのものと同一である。
初期状態からトリプルロッドの最大射程と同等の射程を持つが、威力は低下しており、真下の敵に攻撃した時のホッピング効果も削除された。

## EXスキル
正式名称「エクストラ・スキル・キャプチャリング」。ゼロがボスの使用するEX技を追加アクションとして習得するシステム。本家やXシリーズにおける「特殊武器」または「必殺技」に相当するが、「特定条件下でしか入手できない」「武器エネルギーの概念が無いため、無制限に使用可能」「入手後、任意で使用の可否を設定可能」等の点が異なる。
ゼロのレベルがA以上の状態でミッションをクリアすると入手可能。ただし、あくまでミッション開始前にレベルがA以上の状態であることが条件であり、レベルB以下の状態ではミッションクリア後のリザルトでレベルA以上の評価を受けたとしても、そのミッションでのEXスキルは入手することができない。つまり、ミッション開始前のレベルがA以上であれば、次に挑戦するミッションのEXスキルは入手確定ということになる。
いずれも各フォーム（後述）による攻撃力の影響は受けず、与えるダメージは常に一定である。

### ゼットセイバー
一部を除き、十字ボタン＋攻撃ボタンのコマンド入力によって発動する。また、特定のエレメントチップを装備した状態で使用すると外見・性能が変化する。
テンショウザン（天昇斬） - フェニック・マグマニオンから入手
地上で上＋攻撃ボタン。その場で跳び上がりつつセイバーで斬り上げる。
フレイムのエレメントチップ装備時には炎属性が付加され、セイバーが火炎状に変化、通常よりも跳び上がる高度が若干高くなる。
センガトツ（旋牙突） - クワガスト・アンカトゥスから入手
ダッシュ中に攻撃ボタン。ダッシュ斬りが前方への突き攻撃に変化する。
サンダーのエレメントチップ装備時には雷属性が付加され、セイバーが雷状に変化、リーチが延長される。
コウゲンジン（光幻刃） - 賢将ハルピュイアから入手
地上で下＋攻撃ボタン。セイバーを振り、前方に真空波を発射する。射程は短いが、敵や地形を貫通する。また、発射時に振るセイバーにも攻撃判定が存在する。エレメントチップによる変化は無い。
なお、この技の発動直後に攻撃ボタンを押すと、ゼットセイバーの2段目→3段目に移行可能（一部のフォーム限定）。
ラクレツザン（落烈斬） - 妖将レヴィアタンから入手
空中で下＋攻撃ボタン。落下しつつセイバーで突き刺す。落下中は僅かに左右移動が可能。
アイスのエレメントチップ装備時には氷属性が付加され、セイバーが氷柱状に変化する。

### バスターショット
いずれも2段階目のチャージショットの外見・性能が変化する。
スパークショット（Spark Shot） - パンター・フラクロスから入手
サンダーのエレメントチップ装備時に使用可能。
2段階目のチャージショットが電撃状に変化し、敵に命中することで真上下2方向に分裂して飛ぶようになる。ただし地形に命中させた場合は分裂しない。
トリプルショット（Triple Shot） - ポーラー・カムベアスから入手
アイスのエレメントチップ装備時に使用可能。
2段階目のチャージショットが氷柱状に変化し、敵に命中することで前方3方向へ扇状に分裂して飛ぶようになる。ただし地形に命中させた場合は分裂しない。
レーザーショット（Laser Shot） - ヒューレック・ウロボックルから入手
エレメントチップ未装備の状態でのみ使用可能。
2段階目のチャージショットが通常よりも細いレーザー状に変化し、敵を貫通して飛ぶようになる。ただし地形は貫通しない。
ブラストショット（Blast Shot） - 闘将ファーブニルから入手
フレイムのエレメントチップ装備時に使用可能。
2段階目のチャージショットが火球状に変化し、敵や地形に命中することで周囲に小さな爆風を連続で発生させるようになる。

### シールドブーメラン
フィルターシールド（Filter Shield） - レインボーデビルMK2から入手
敵のエネルギー弾がヒットする瞬間にタイミングよくシールドで防御することで、弾がエネルゲン水晶（小）に変化する。シールドブーメランで反射可能な弾にのみ有効で、エレメントチップによる変化は無い。

### チェーンロッド
エナジーチェーン（Energy Chain） - バーブル・ヘケロットから入手
敵にロッドを突き刺した状態で攻撃ボタンを押し続けることで、ダメージを与えつつ敵のエネルギーを吸収し、自分のライフを回復する。一部のザコ敵にのみ有効で、エレメントチップによる変化は無い。

## フォームチェンジ
ミッション進行時に特定の条件を満たしてクリアする事で、「フォーム」と呼ばれる1つの能力に特化したゼロの潜在能力が覚醒し、以降選択・使用可能になる。複数のフォームの覚醒条件を満たしている場合、優先順位に従って1つのフォームのみが覚醒する。
フォーム毎に能力値（★の数で表記）とゼロのボディカラーが変化する。
ノーマルフォーム
- 攻撃力★★☆☆ / 防御力★★☆☆ / 機動力★★☆☆

最初から装備。特化した能力はなく、従来の性能。
エナジーフォーム
- 攻撃力★★★☆ / 防御力★★☆☆ / 機動力★☆☆☆

ザコ敵を倒した際に出現するライフエネルギーの出現率が増加する。バスターショットの攻撃力が若干増加（ショットの最大連射数は2発に減少）する。ゼットセイバーの連続斬りが2段目→2段目→1段目という変則的なものに変化する。
エックスフォーム
- 攻撃力★★★☆ / 防御力★★☆☆ / 機動力★★★☆

バスターショットの攻撃力が増加し、ショットの最大連射数も4発に増加する。ゼットセイバーの連続斬りは出せず、常に2段目のみの単発に変化する。
セイバーが単発斬りであることや、その際のモーション、射撃能力に秀でた性能等、『ロックマンX6』のエックスと共通する特徴を持つ。
ディフェンスフォーム
- 攻撃力★☆☆☆ / 防御力★★★★ / 機動力★★☆☆

ゼロの防御力が2倍になり（前作のサイバーエルフ「マンネン」と同じ効果）、ダメージを受けた際のノックバックが消失する（サイバーエルフ「フンバッファ」と同じ効果）。シールドブーメランの攻撃力が増加する。ゼットセイバーの連続斬りはノーマルと同じく1段目→2段目→3段目だが、攻撃力は大幅に減少する（チャージセイバーを除く）。
イレイスフォーム
- 攻撃力★★☆☆ / 防御力★★★☆ / 機動力★★☆☆

敵のエネルギー弾（シールドブーメランで反射可能な弾のみ）をゼットセイバーまたはシールドでかき消せるようになる。ゼットセイバーの連続斬りは出せず、常に2段目のみの単発に変化する。
アクティブフォーム
- 攻撃力★★☆☆ / 防御力★★☆☆ / 機動力★★★★

ゼロの移動速度が増加する（サイバーエルフ「ジェッタ」「アッチィ」と同じ効果）。また、ゼットセイバーのジャンプ斬り・ダッシュ斬りのモーションが回転斬りに変化する（ダッシュ回転斬りはコマンドの関係上、EXスキル「センガトツ」を有効にしている状態では使用不可）。ゼットセイバーの連続斬りは出せず、常に1段目のみの単発に変化する。
パワーフォーム
- 攻撃力★★★★ / 防御力★★☆☆ / 機動力★☆☆☆

ゼットセイバーの攻撃力が増加し、それ以外の武器の攻撃力も若干増加する。ゼットセイバーの連続斬りは出せず、常に3段目のみの単発に変化する。
ライズフォーム
- 攻撃力★★☆☆ / 防御力★★☆☆ / 機動力★★★☆

ゼットセイバーの連続斬りの3段目が斬り上げる動作に変化する。これにより、横方向のリーチが僅かに短くなるものの、縦方向へのリーチが長くなり、威力も通常の3段目よりも僅かに上昇する。また、このフォームの3段斬りでのセイバーの軌道は『ロックマンX6』のゼロの3段斬りと同じものとなる(ただし、今作のゼロと『X6』のゼロとはセイバーを持つ手が左右逆となっている)。
プロトフォーム
- 攻撃力★★★★ / 防御力★☆☆☆ / 機動力★★☆☆

全ての武器の攻撃力が増加する。しかしゼロの防御力が半減するほか、スキルアップ・シールドブーメラン以外のチャージ攻撃が不可能となる。ゼットセイバーの連続斬りは出せず、常に1段目のみの単発に変化する。ハードモードでは最初から装備しているが、代わりにノーマルフォームは装備できない（同時に他のフォームも入手不可）。
アルティメットフォーム
- 攻撃力★★★☆ / 防御力★★★☆ / 機動力★★★☆

全ての武器の攻撃力が若干増加する。コマンド入力で各チャージ攻撃が可能となる。ゼットセイバーの連続斬りはノーマル・ディフェンスと同じく1段目→2段目→3段目の基本型。なお、『ゼロコレクション』のイージーシナリオモードではノーマルフォームと共に最初から装備している。

## ふたりであそぶ
通信対戦モード。以下のプレイが楽しめる。なお、ロックマンゼロコレクションでは廃止されている。
タイムアタック
ステージの至る所に設置されたゴールにいかに速くたどり着けるかを競う。
エネミーバトル
時間内にいかに多くの敵を倒せるかを競う。
ゲットアイテム
時間内にいかに多くのアイテムを拾えるかを競う。

## サウンドトラック
リマスタートラック ロックマンゼロ・イデアは、作中で使用されていたBGMのアレンジや、さらにはシエルの声優である田中理恵によるボーカルアレンジや未使用曲など4曲のを収録したサウンドトラック。
| #   | タイトル                                                                    | 作詞 | 作曲・編曲 |
| --- | --------------------------------------------------------------------------- | ---- | ---------- |
| 1.  | 「Title II」                                                                |      |            |
| 2.  | 「For Endless Fight II」                                                    |      |            |
| 3.  | 「Departure」                                                               |      |            |
| 4.  | 「Crash II」                                                                |      |            |
| 5.  | 「Result of Mission II」                                                    |      |            |
| 6.  | 「X, The Legend」                                                           |      |            |
| 7.  | 「Resistance Force」                                                        |      |            |
| 8.  | 「Momentary Peace」                                                         |      |            |
| 9.  | 「Labo」                                                                    |      |            |
| 10. | 「Red Time - 2 Player Mode Edit -」                                         |      |            |
| 11. | 「Instructions」                                                            |      |            |
| 12. | 「Sand Triangle」                                                           |      |            |
| 13. | 「Strong Will」                                                             |      |            |
| 14. | 「Imminent Storm - Uneasy arrange -」                                       |      |            |
| 15. | 「Ice Brain」                                                               |      |            |
| 16. | 「Gravity」                                                                 |      |            |
| 17. | 「Platinum」                                                                |      |            |
| 18. | 「Mark of Justice - Resistance Anthem - (Ex track) chorus: Surugadai Club」 |      |            |
| 19. | 「Neo Arcadia II」                                                          |      |            |
| 20. | 「Power Bom」                                                               |      |            |
| 21. | 「Uneasy」                                                                  |      |            |
| 22. | 「Spreading Darkness」                                                      |      |            |

| #   | タイトル                                                     | 作詞 | 作曲・編曲 |
| --- | ------------------------------------------------------------ | ---- | ---------- |
| 1.  | 「L'oiseau du bonheur (Ex track) vocal: Rie Tanaka as Ciel」 |      |            |
| 2.  | 「Cool Water」                                               |      |            |
| 3.  | 「Passionate」                                               |      |            |
| 4.  | 「Flash Back」                                               |      |            |
| 5.  | 「Combustion」                                               |      |            |
| 6.  | 「Melt Down」                                                |      |            |
| 7.  | 「Cool Hearted Fellow」                                      |      |            |
| 8.  | 「The Cloudy Stone」                                         |      |            |
| 9.  | 「Harpuia」                                                  |      |            |
| 10. | 「The End of Legend」                                        |      |            |
| 11. | 「Silver Wolf - Yggr-drasill -」                             |      |            |
| 12. | 「Supreme Ruler」                                            |      |            |
| 13. | 「Darkelf」                                                  |      |            |
| 14. | 「The Last - The Wish Punished -」                           |      |            |
| 15. | 「In Mother's Light」                                        |      |            |
| 16. | 「Awakening Will」                                           |      |            |
| 17. | 「Red Time (Ex track)」                                      |      |            |
| 18. | 「Clover (Ex track)」                                        |      |            |

## 備考
- 装備の切り替えやキーコンフィグなどを行うサブ画面はオープニングステージ（砂の荒野）のみ前作の仕様で、かつ部分的にボロボロになった画面になっており、オープニングステージクリア後に新仕様の画面に変更されるようになっている。これは、前作のあとボロボロになって彷徨っていたゼロがレジスタンスベースで久々にメンテナンスを受けることでリニューアルされるという演出がされている。
- ボス選択画面に現れるボスの顔写真は、レジスタンスのメンバーが必死で撮影してきたという設定。
- マグマニオンの攻撃パターンの1つに、Xシリーズに登場したVAVA、アジール、ヴァジュリーラFF、カーネルの4人の亡霊を呼び出すものが存在する。
- 後年の『ロックマンゼロコレクション』発売直前、および直後の次世代ワールドホビーフェアにて、本作のステージ「爆撃機」を使ったタイムアタックイベントが開催された。